# Clausentum

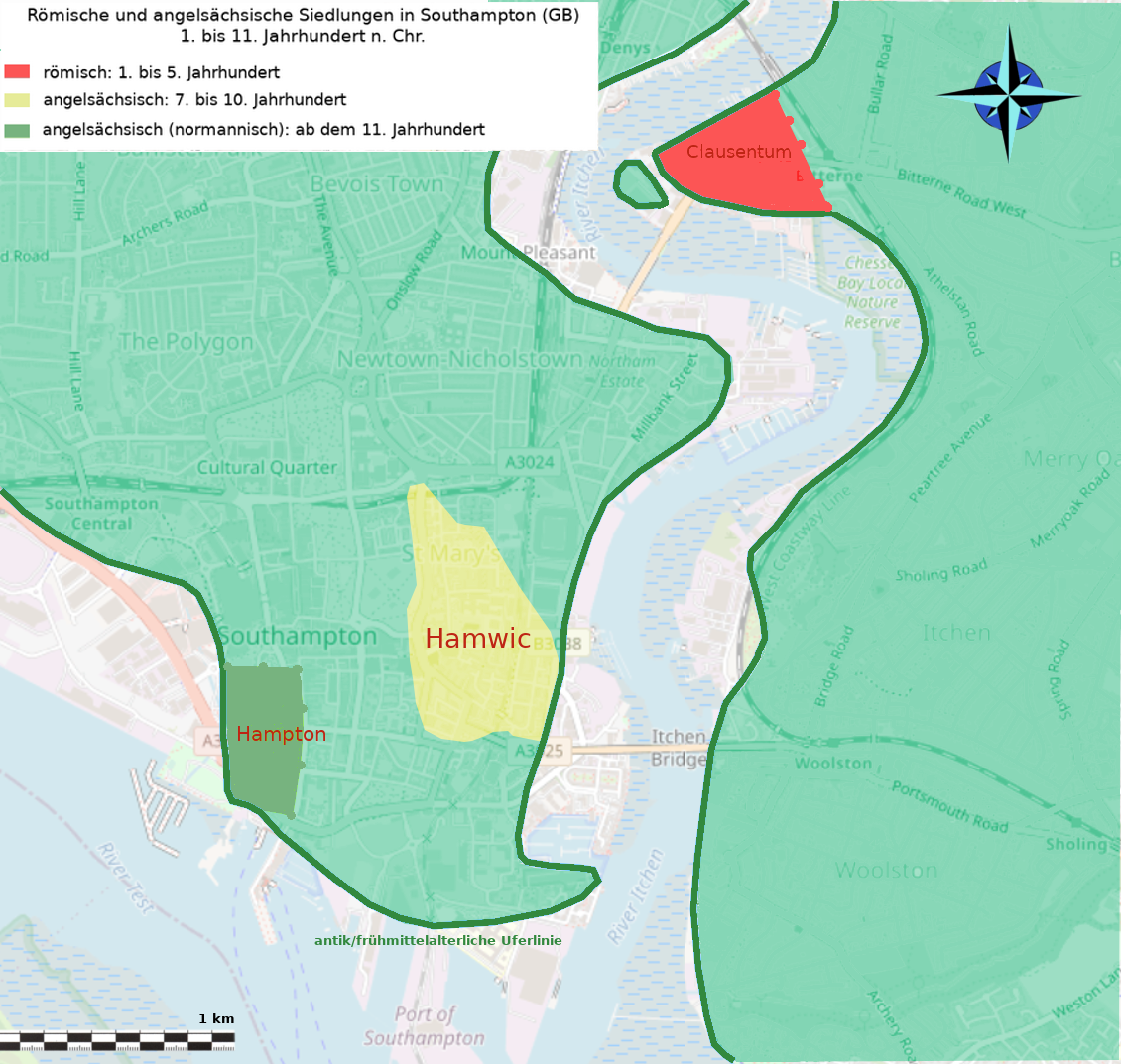
Römische und angelsächsische Siedlungsareale in Southampton, 1.–11. Jahrhundert n. Chr.

Clausentum war eine römische Hafenstadt auf dem Gebiet des heutigen Southampton, eine Stadt im County Hampshire, Vereinigtes Königreich Großbritannien und Nordirland.
Clausentum wurde wohl kurz nach der römischen Invasion Britanniens im Jahr 43 n. Chr. nahe der Küste, am Ufer des Itchen gegründet und avancierte wegen seiner Nähe zur Atrebatenstadt Venta Belgarum, zum wichtigsten Seehafen in dieser Region. Ausgrabungen haben die Reste eines Badehauses, von Lagerhäusern, Straßen und Verteidigungsanlagen zu Tage gefördert. Ab dem 4. Jahrhundert n. Chr. war es vielleicht auch Bestandteil des Limes Britannicus im Abschnitt der britischen „Sachsenküste“. Nachdem sich die römische Verwaltung und Armee wieder aus Britannien zurückgezogen hatten scheint es zu Anfang des 5. Jahrhunderts vom Großteil seiner Bewohner aufgegeben worden zu sein, danach wurden seine Verteidigungsanlagen im 9. und 10. Jahrhundert von der Bevölkerung der angelsächsischen Hafenstadt Hamwic als Fliehburg genutzt. Die Reste der römischen Befestigungen waren noch bis ins frühe 20. Jahrhundert sichtbar. Die Inkongruenz der im Itinerarium Antonini angegebenen Distanzen zu den Nachbarstädten hat einige Gelehrte dazu veranlasst, die Identifizierung von Clausentum mit Bitterne kritisch zu hinterfragen, aber es wird zwischenzeitlich in Fachkreisen mehrheitlich akzeptiert, dass die Römerstadt sich tatsächlich dort befunden hat. Die Erforschung der Nachfolgerin von Clausentum, Hamwic, hat dazu beigetragen, die angelsächsische Ära nicht nur als „dunkles Zeitalter“, sondern auch als eine Periode des Wiederauflebens der Städte nach dem Ende der Römerzeit zu betrachten.

## Name und Lage

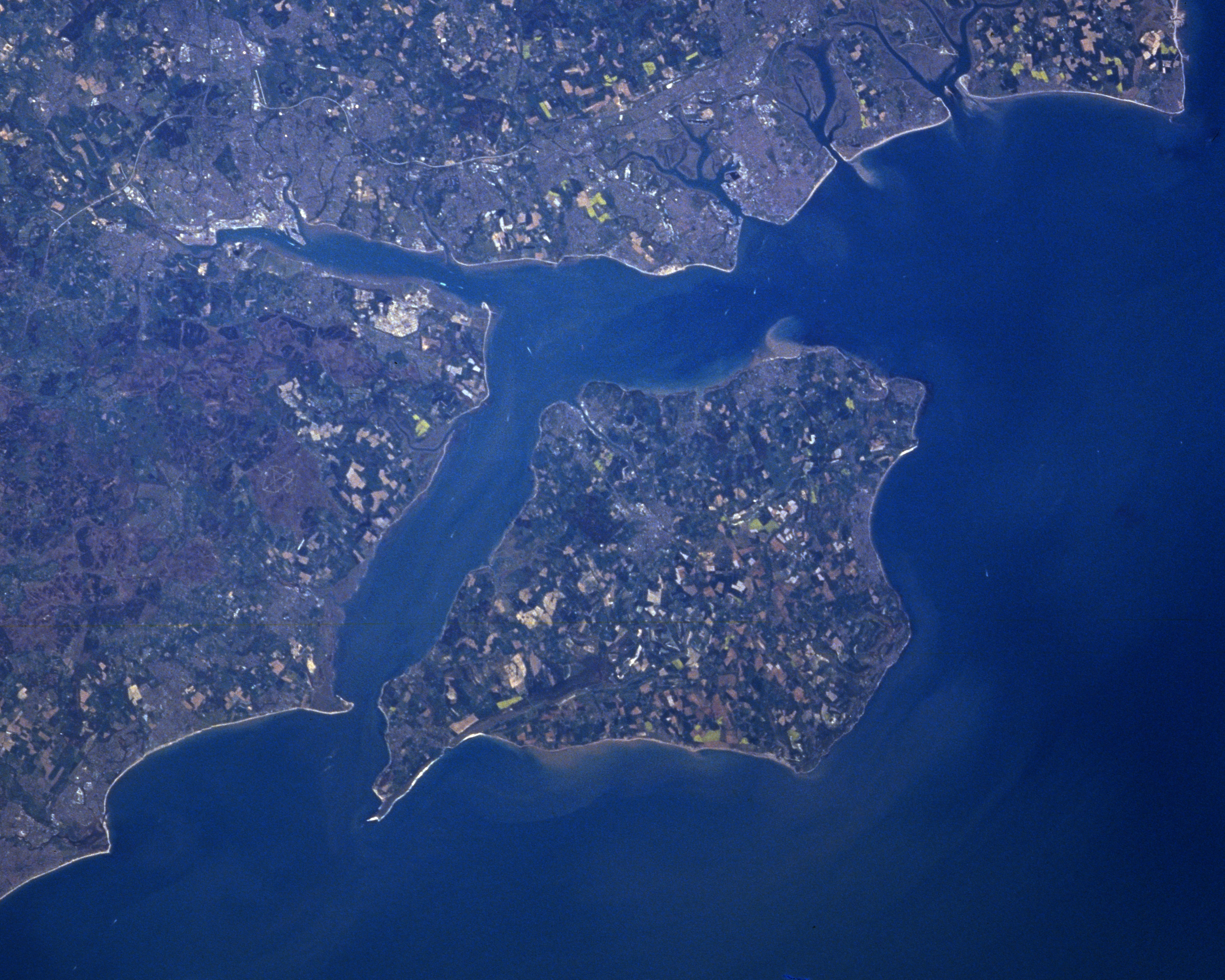
Satellitenaufnahme der Isle of Wight und dem Southampton Water

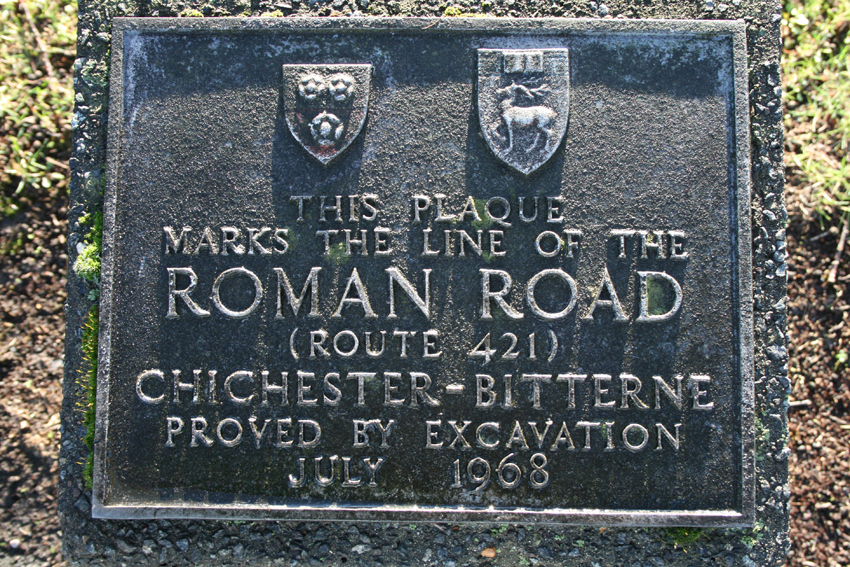
Gedenktafel einer Römerstraße bei Southampton

Clausentum wird nur in einer der wichtigsten antiken Quellen für Ortsnamen erwähnt, im Itinerarium Antonini, das um 320 n. Chr. zusammengestellt wurde. Der römische Name ist lateinischen Ursprungs, er leitet sich wohl vom Verb claudo ab, was wörtlich „umschließen“ oder „eingeschlossener Ort“ bedeutet. Es wird weiters angenommen, dass sich der Name Bitterne aus den altenglischen Bezeichnungen für Flussbiegung (byht) und Haus (aern) zusammensetzt.
In Southampton treffen zwei Flüsse aufeinander, der Test und der Itchen. Der antike Hafen (portus) lag am Southampton Water, ein rund 15 Kilometer langer, schmaler Fjord an der Südküste der römischen Provinz Britannien und gleichzeitig der Mündungstrichter der beiden Flüsse in den Ärmelkanal. Er reicht vom Solent nördlich der Isle of Wight bis zur heutigen Stadt Southampton. An dem von Salzwiesen gesäumten westlichen Ufer liegt der New Forest. Die Reste der römischen Hafenstadt befinden sich im Vorort Bitterne (auf dem Areal eines öffentlichen Parks), auf einer Landzunge (Bitterne Manor) an einer nach NO ausgreifenden Flussschleife des Itchen. Diese befindet sich nordöstlich der Northam Bridge auf einer, hauptsächlich aus Kiesablagerungen bestehenden Flussterrasse. Das antike Stadtareal wird im Westen durch das Anwesen Bitterne Manor House, im Norden durch den Fluss, im Osten durch Wohnhäuser, ein unbebautes Grundstück, das Clausentum House und im Süden durch die Bitterne Road West begrenzt. Der nördliche Teil des Parkgeländes fällt etwas zum Flussufer ab, der südwestliche Teil ist nahezu eben. Auch im südöstlichen Teil, dem Bereich des römischen inneren Wehrgrabens, senkt sich das Gelände leicht gegen Osten ab. Dadurch war Clausentum an drei Seiten durch den Fluss vor Angriffen geschützt. In der Spätantike zählte Clausentum und sein Umland zur Provinz Britannia prima.

### Straßenverbindungen
Die Römerstraße von Noviomagus Regnorum (Chichester) über Portus Adurni (Portchester Castle) und eine mögliche Route von Venta Belgarum (Winchester) enden in Bitterne. Im Itinerarium Antonini wird Clausentum als Ausgangspunkt der Route von Noviomagus Regnorum nach Londinium genannt. Im Itinerarium, Iter VII (= Weg/Route) wird die Entfernung von Clausentum nach Chichester mit 20 römischen Meilen angegeben. Die Entfernung von Chichester nach Bitterne beträgt aber rund 30 römische Meilen (45 km). Ein Abschreibfehler (Iter XX statt Iter XXX) oder eine Angabe in gallischen Leugen wird daher für die Identifikation des Fundplatzes in Bitterne mit Clausentum in Betracht gezogen. Der Eintrag kann aber ebenso mit einer möglichen römischen Siedlung in Wickham (Hampshire) in Verbindung gebracht werden, deren Lage auch ungefähr den in der o.a. Route angegebenen Entfernungen entspricht. Ein Eintrag in der Ravenna Cosmographia aus dem 7. Jahrhundert, wurde ebenfalls mit Bitterne gleichgesetzt. Dort erscheint die Station Clauimo zwischen den Einträgen für Durocendum (Chew Stoke) und dem ansonsten noch nicht lokalisierten Morionio.

## Forschungsgeschichte
In den letzten 250 Jahren wurden in Bitterne zahlreiche Ausgrabungen durchgeführt sowie Baustellenbeobachtungen und -berichte erstellt und dabei auch Zufallsfunde gemacht. Beschrieben werden diverse Mauerreste, die teilweise noch oberirdisch sichtbar sind, und andere Strukturen entlang dieser Mauer hinter dem inneren Graben. Die Quellen liefern jedoch manchmal widersprüchliche Informationen über deren Standorte.
1610 berichtete der Antiquar William Camden, dass er Southampton als Standort des römischen Clausentum identifiziert, und in Bitterne „...alte zerfallene Mauern und Gräben einer alten Burg...“ gesehen haben will. 1770 spricht sich auch der Historiker Dr. John Speed dafür aus, dass Clausentum auf der Bitterne Manor Landzunge gestanden haben muss. 1779–1801 wurden erste Aufzeichnungen über die damals noch vorhandenen Überreste angefertigt, als die Northam Bridge und quer über das Areal eine Straße erbaut bzw. angelegt werden. Im Jahr 1792 beging der Antiquar Reverend Richard Warner das von Camden beschriebene Areal und fand einen Graben, sowie einen Erdwall vor, außerdem sammelte er einige Römische Münzen ein. 1804–1805 folgten weitere Funde während der Arbeiten zur Gewinnung von Ton für die Ziegelproduktion und Baumaßnahmen auf dem Gelände des Gutshofes. In weiterer Folge wurde dafür auch der innere Graben eingeebnet. Henry Englefield schrieb, dass dabei Fundamente „...der gesamten alten Ostmauer...“ zusammen mit denen der Türme, freigelegt wurden. Die Mauer konnte auch bei archäologischen Ausgrabungen in den Jahren 1936/1938 untersucht werden. Viele Antiquare und Archäologen machten seit dem 18. Jahrhundert auch diverse Entdeckungen rund um das angelsächsische Hamwic.
Die Infrastruktur von Bitterne wurde ab 1900 umfassend ausgebaut, wobei weitere Reste der Römerstadt ans Tageslicht kamen. Die ersten wissenschaftlich begleiteten Ausgrabungen wurden 1935–1937 auf dem Areal zwischen der Bitterne Manor und Steuart Road von Waterman und Maitland-Muller durchgeführt, bis zum Ausbruch des Zweiten Weltkrieges fortgesetzt, dann unterbrochen und 1946 wieder aufgenommen. Überreste einer Römerstraße von der Bitterne Manor nach Wickham, wurden ebenfalls gefunden.
Eine weitere Rettungsgrabung wurde 1954 von P.W. Gathercole vor der Landentwicklung in der Steward Road durchgeführt. Die letzte veröffentlichte Zusammenfassung der archäologischen Befunde erschien Ende der 1950er Jahre und wurde von Molly Cotton zusammengestellt. Sie konnte 11 Bauphasen unterscheiden, von denen 10 römisch waren. Teile der spätrömischen Mauer scheinen bis ins 20. Jahrhundert noch sichtbar gewesen zu sein. Der einzige Abschnitt, der heute noch oberirdisch erhalten ist, befindet sich an der Nordseite der Landzunge, auf dem Grundstück des Bitterne House, gleich neben dem Park. Zu den sichtbaren Überresten von Clausentum zählen auch die konservierten Fundamente des Badehauses die heute aber stark von Vegetation überwuchert sind.
2003 wurde im Bitterne Park Manor eine geophysikalische Untersuchung zur Erprobung einer integrierten geophysikalischen Vermessungsstrategie im städtischen Kontext durchgeführt. Es bot auch die Möglichkeit, einige Studenten des Department of Geophysical Sciences der University of Southampton auszubilden. Der Bericht spezifiziert die geophysikalische Untersuchungsmethodik zusammen mit der archäologischen Interpretation und Diskussion der Ergebnisse. Die Untersuchung war bei der Lokalisierung einer Reihe archäologischer Merkmale erfolgreich, die mit der römischen Festung und Siedlung in Verbindung stehen. Im Jahr 2010 wurde die Bitterne Manor, der südliche Teil von St. Denys am Westufer zusammen mit dem daran angrenzenden Fluss zum archäologischen Kerngebiet erklärt. Die meisten Erkenntnisse über Hamwic wurden nach dem Zweiten Weltkrieg gewonnen. Die Ausgrabungen unter der Leitung von Peter Addyman und David Hill fanden zwischen 1968 und 1971 und später in den 80er Jahren statt und führten zu einem erhöhten wissenschaftlichen und öffentlichen Interesse an Hamwics Vergangenheit.

## Fundspektrum

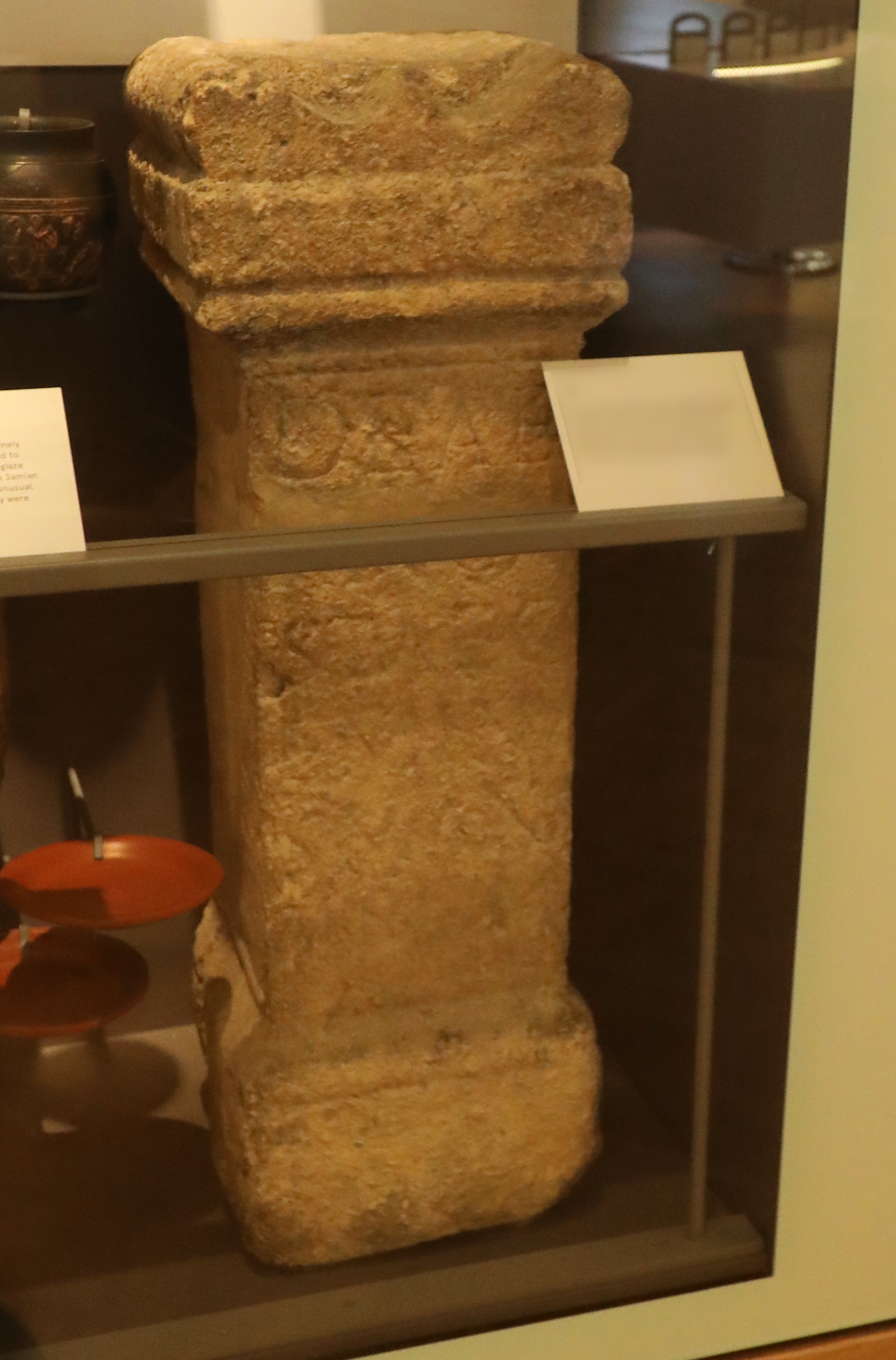
Altar der Ancasta (SeaCity Museum)

Aus der Siedlungsperiode des 1. Jahrhunderts kamen ein paar Müllgruben, ein Holzgebäude, eine (vermutete) hölzerne Kaianlage und 1918 zwei Bleiskulpturen aus vespasianischer Zeit ans Tageslicht. Auch zahlreiche Münzfunde (2. - 4. Jahrhundert) zeugen von einer jahrhundertelangen römischen Besiedlung. In Bitterne fanden sich weiters einige Inschriften, darunter Meilensteine und ein kleiner Weihealtar, gestiftet von Geminus, Sohn des Manius, für eine ansonsten unbekannte Gottheit namens Ancasta. Es wird angenommen, dass sie dem keltischen Pantheon angehörte. Wohl ein lokaler Kult, der den Fluss Itchen personifizierte. Der Altar wurde im inneren Graben gefunden. Er war in Zweitverwendung als Spolie in den Fundamenten eines halbkreisförmigen Turms oder eines Strebepfeilers eingebaut worden und befindet sich heute in der Sammlung des SeaCity Museum. Eine Bronzestatue des Herkules mit keltischen Stilelementen, eine tönerne Venusstatuette und eine ithyphallische Bleifigur, alle wahrscheinlich aus Bitterne, befinden sich heute in der Sammlung des SeaCity Museums.
Bei der Einebnung des Flussufers wurden zwischen 1800 und 1850 mehrere Meilensteine (vier römische Meilensteine und drei mögliche) aus dem 2. und 3. Jahrhundert (180–275) gefunden. Sie dokumentieren die Erneuerungsarbeiten, die unter Commodus, den Severern, Gordian III, Tetricus, Aurelian sowie Trebonianus Gallus und seinem Mitregenten Volusianus an der Küstenstraße vorgenommen wurden. Die Steine wurden später möglicherweise ebenfalls für die Fundamente eines der Turme oder Stützpfeiler wiederverwendet. 1805 gingen alle vier verloren, 1977 wurden zwei von ihnen (RIB 2222 und RIB 2223) in einer Gartenmauer aus dem 19. Jahrhundert wiederentdeckt. Anschließend wurde die Mauer abgerissen und die beiden Meilensteine verschwanden dabei ein zweites Mal, um 1996 im New Forest wiederaufzutauchen. Einer befindet sich heute in der archäologischen Sammlung der Stadt Southampton (SeaCity Museum). Mit den Ausgrabungsfunden aus der sächsischen Siedlung in St. Mary’s konnte eine der umfangreichsten Sammlungen sächsischer Artefakte in Europa zusammengestellt werden.

## Entwicklung

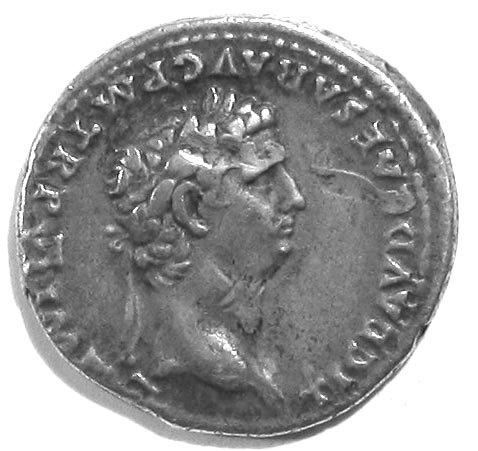
Münzporträt des Claudius

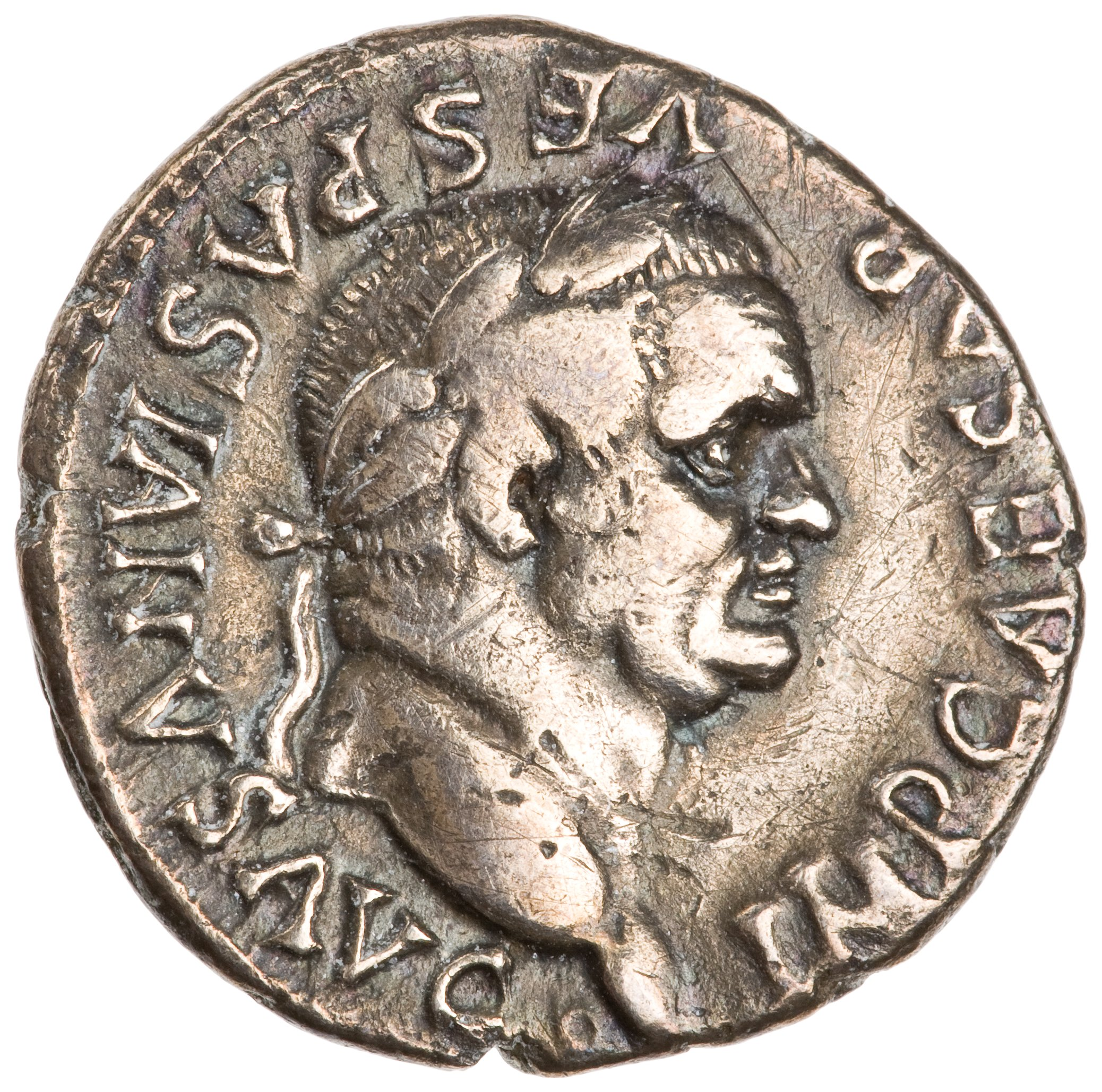
Münzporträt des Vespasian

### Römische Zeit (1. bis 5. Jahrhundert n. Chr.)
Die frühe römische Siedlung wurde – vermutlich schon kurz nach Unterwerfung der lokalen britischen Stämme – um das Jahr 70 n. Chr., in der Regierungszeit des Kaiser Vespasian (69-79), gegründet, der Beginn der Besiedlung zu dieser Zeit ist jedoch noch umstritten, Molly Cotton sprach sich für die Anfänge der Besiedlung in der Zeitperiode 70–100 aus. Vespasian kommandierte als Legat die Legio II Augusta. Während der Invasion Britanniens unter Claudius (41-54) bekämpfte sie die Durotriger und Dumnonier, die im Südosten der Insel ansässig waren. Richard Warner äußerte 1792 die Ansicht, dass damals Clausentum der Legion als Basis und Hafen für einen eventuellen Rückzug, oder ihrer Landung auf der Isle of Wight (Vectis) gedient haben könnte. Suetonius berichtet, dass der Feldherr mit der Legio II Augusta in Britannien dreißig Schlachten schlug, dabei zwei mächtige Stämme unterwarf und zwanzig befestigte Orte stürmte.Venta Belgarum wurde Verwaltungsmittelpunkt der Civitas Belgarum, die den größten Teil des heutigen Hampshire und Wiltshire umfasste und im NW bis nach Bath reichte. Ob die damals dort lebenden Atrebaten sich an Boudiccas Revolte (60–61) beteiligten, ist nicht bekannt, aber in Winchester konnten Brandzerstörungen aus dieser Zeit beobachtet werden.
Während des größten Teils der ersten drei Jahrhunderte unter römischer Herrschaft genoss Südbritannien einen relativen Frieden. Clausentum muss später aufgrund seiner Nähe zum wohlhabenden Venta Belgarum (Winchester) als ihr Seehafen gedient haben. Dies ermöglichte es die dort umgeschlagenen Güter bequem und rasch den Itchen hinauf zu transportieren. Es könnte auch eine militärische Rolle – als sturmsicherer Anleger für die Schiffe der römischen Kanalflotte – gespielt haben. Im Gegensatz zu den Kastellen der Sachsenküste (Litus saxonicum), wird Clausentum nicht in der Notitia Dignitatum erwähnt, dennoch könnte – nach Ansicht einiger Forscher – die Hafenstadt selbst, oder ein dort befindliches (noch unentdecktes) Kastell, das südöstlichste Glied dieser Festungskette gewesen sein.
Die kontinuierliche Besiedlung hielt bis ins frühe 3. Jahrhundert an. In spätrömischer Zeit wurden die meisten britischen Städte auf Grund der zunehmend prekären Sicherheitslage verkleinert und mit Wehrmauern umgeben. Im 3. oder frühen 4. Jahrhundert dürfte der Ort über einen längeren Zeitraum unbesetzt gewesen sein, gegen Ende des 4. Jahrhunderts lebte die Bautätigkeit von 370-390 in Clausentum aber wieder auf. In dieser Bauphase wurden die Gebäude aus früheren Besiedlungsperioden entweder renoviert oder abgerissen. Die Stadt wurde entweder im frühen 5. Jahrhundert fast vollständig zerstört oder die meisten ihrer romano-britischen Bewohner wanderten in andere Regionen ab. Die letzte römische Trümmerschicht in Clausentum fällt auch in diese Zeitspanne, die darin enthaltene Keramik stammte zwar aus verschiedenen Zeitperioden, hatte aber noch überwiegend römischen Charakter. Sie enthielt auch Münzen, die letzten stammten aus der Regierungszeit von Theodosius I. (379–394) Nachdem zwischen 402 und 410 die römische Verwaltung und Feldarmee aus Britannien abgezogen wurde, war Clausentum um die Mitte des 5. Jahrhunderts zu einem ärmlichen und weitgehend verlassenen Ort herabgekommen, der noch dazu ständig den Übergriffen von Sachsen und Jüten ausgesetzt war.

### Angelsächsische Zeit (7. bis 10. Jahrhundert n. Chr.)

Karte der im Burghal Hidage verzeichneten Festungen, 10. Jahrhundert

Ine von Wessex (688–726), gründete zwischen 680 und 700, etwas weiter flussabwärts, am westlichen Ufer des Itchen (heute der Stadtteil St. Mary’s), eine neue Siedlung, Hamwic (oder Hamwih), die sich rasch zu einer prosperierenden Hafenstadt und Drehscheibe des Fernhandels (Emporium) entwickelte. Die Ausgrabungen zwischen 1969 und 1988 ergaben, dass sie später wohl auf eine Größe von bis zu 45 ha anwuchs. In der Vita des heiligen Willibald, die Ende des 8. Jahrhunderts verfasst wurde, wird Hamwic als Markt (mercimomum) bezeichnet. Es diente als Hafen der nahen westsächsischen Metropole Winchester, sowie als Ausgangspunkt für Überfahrten nach Kontinentaleuropa. Hamwics Einwohnerzahl wird zur Zeit seiner größten Blüte auf 2.000–3.000 Menschen geschätzt, bemerkenswert hoch für eine sächsische Stadt dieser Zeit. Mitte des 9. Jahrhunderts zählte Hamwic zu den verkehrsreichsten Häfen der Insel und war Haupthandelsplatz der Gewissæ (Westsachsen) in Britannien.
Die Handelsmetropole litt im 9. und 10. Jahrhundert schwer unter den Überfällen der Dänen, die sie mehrmals ausplünderten und niederbrannten. Bemerkenswerterweise konnten in St. Marys bislang aber keine Beweise für Verteidigungsanlagen aus dieser Zeitperiode gefunden werden. Anscheinend wurden stattdessen die damals sicher noch bestehenden Wehranlagen der verlassenen römischen Hafenstadt wieder instand gesetzt bzw. zu einem Burh ausgebaut, vermutlich jener, der im Burghal Hidage (auch De numero hydarum Anglie in Britannia) von 917 erwähnt wird. Zu dieser Zeit muss – zumindest die Ostseite – Bitterne Manor noch von der römischen Mauer, dem Erdwall und Gräben vom Festland getrennt gewesen sein. Die dortigen Ausgrabungen haben ergeben, dass die spätantike Mauer rund 191 m lang war. Die Längsseiten der römischen Hafenstadt, die ans Flussufer grenzten, wurden dabei nicht berücksichtigt. Es ist dennoch sehr wahrscheinlich, dass die Bitterne Manor im 10. Jahrhundert der Standort des angelsächsischen Burh gewesen ist. Es wurden dort aber nur wenige Funde aus dieser Zeit entdeckt, die auf eine ständige Besiedlung hindeuten würden. Wahrscheinlich wurde der Burh nur bei drohender Gefahr als Zufluchtsort aufgesucht. Die Burhs kamen im späten 9. Jahrhundert auf und sollten die ortsansässige Bevölkerung besser vor Überfällen und Raubzügen skandinavischer Plünderer zu schützen. Auch in anderen Römerstädten Britanniens wurden deren Befestigungen später zu Burhs umgebaut bzw. als solche genutzt.
Nach mehreren Überfällen der Dänen flohen die meisten Handwerker und Händler Hamwics nach Wintanceastre (Winchester), was seinen langsamen Niedergang einläutete. Im 10. Jahrhundert verfiel es zunehmend, zum Teil wohl auch wegen der fortschreitenden Versandung des Itchen. Der letzte Rest seiner Bewohner wanderte nun ebenfalls in das mittlerweile zur Metropole und Bischofssitz des Westseaxena rice aufgestiegenen Wintanceastre. Irgendwann zwischen 900 und 1086 wurde etwas weiter westlich – diesmal am Ufer des Test – eine neue Siedlung, Hamtun, gegründet. Diese war viel kleiner als ihre Vorgängerin und hatte möglicherweise nur an die 1.000 Einwohner, bildete aber den Kern des heutigen Southampton. Größere Bedeutung erlangte Hamtun/Hampten wieder nach der normannischen Invasion im Jahr 1066, als die Normannen dort am Ende des 11. Jahrhunderts eine hölzerne Motte (Southampton Castle) errichten. Auch das Bitterne Manor House, einst der Sitz eines Lord of the Manor (Großgrundbesitzer), existiert seit normannischer Zeit und wurde möglicherweise mit Material aus Clausentum erbaut. Die systematische Zerstörung der römischen Befestigungen in Bitterne durch Steinraub setzte im 16. Jahrhundert ein.

## Hafenstadt

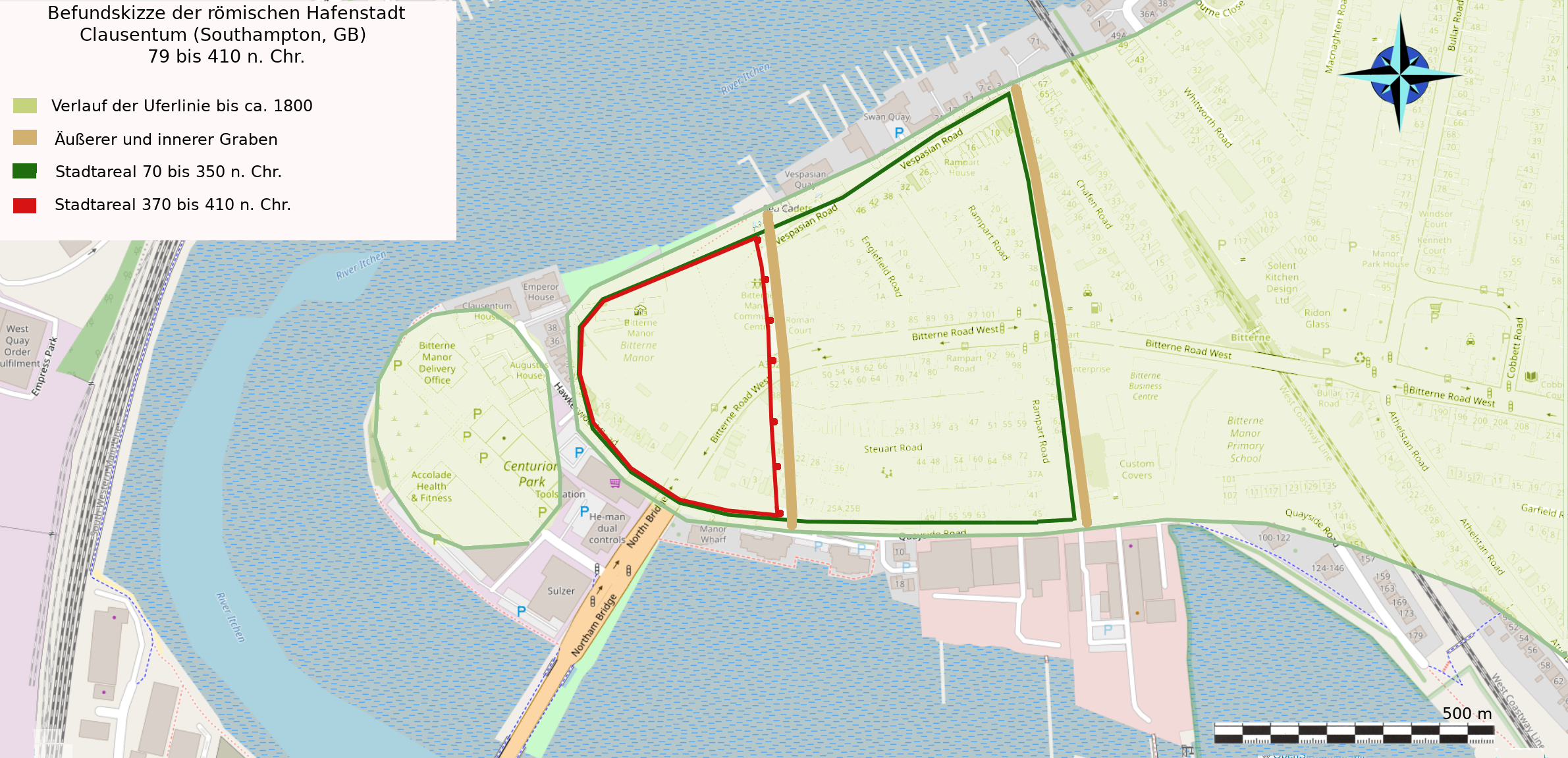
Befundskizze 70 bis 410 n. Chr.

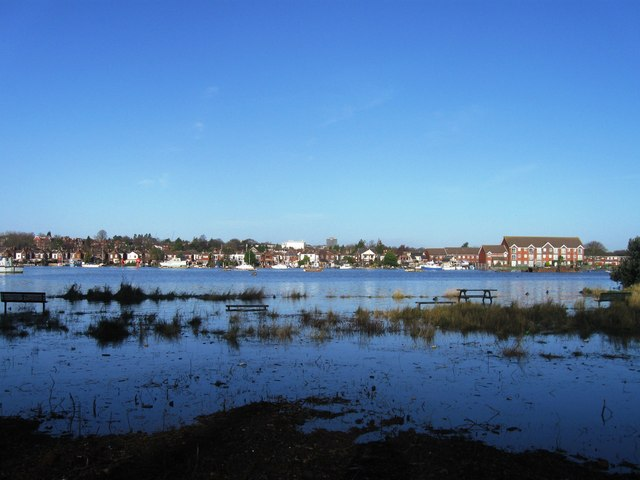
Ufer des Itchen am Bitterne Park (Blick nach NW)

Der Archäologe Robin George Collingwood beschrieb die Überreste der Römerstadt 1930 folgendermaßen:

„Bitterne liegt auf einer Landzunge, die in den Fluss Itchen ragt, über deren Basis eine alte Festung stand, bestehend aus einem Graben, Erdwällen und einer Mauer; an ihrer Spitze befindet sich eine dreieckige ummauerte Umfriedung mit einem Graben zum Land hin. Die Außenmauer war 9 Fuß (2,7 m) dick, mit Wehrgang, einem Erdwall dahinter und Türmen an seinen Enden. Die Einfriedung umfasste etwa 51 Morgen (13 ha), es scheinen römische Arbeiten des späten dritten oder vierten Jahrhunderts zu sein und könnten als Zitadelle einer Hafenstadt gedient haben, zu einer Zeit, als die sächsischen Raubzüge auch die Städte Britanniens immer unsicherer machten.“

### Innenbebauung
Das Fehlen jeglicher Art von Steinfundamenten deutet darauf hin, dass in der Mitte des 1. Jahrhunderts hier nur Gebäude aus vergänglichen Material standen. Alle Wohngebäude und die Hafenanlagen dürften also zunächst in Holz und Fachwerktechnik errichtet worden sein. Die Siedlungsfunde scheinen im Stratum des 2. Jahrhunderts aber aufzuhören, obwohl auch Keramikscherben aus dem 3. und 4. Jahrhundert zum Vorschein kamen. Während des 2. Jahrhunderts, zur Zeit des Trajan (98-117), wurden einige der Gebäude in Stein umgebaut. Sie waren mit Glasfenstern, bemalten Wänden und – teilweise – auch mit Mosaikböden belegt. Die ersten Steingebäude und ein kleines Badehaus (Thermae) des Reihentypus, wurde zwischen 170 und 180 errichtet, sie wurden später durch Brand zerstört. Zur ersten Bauphase zählte ein langgestrecktes Holzgebäude, dessen engste Parallelen in Fishbourne und Richborough (Rutupiae) zu finden sind. Es war mindestens 20 m breit und 20 m lang und mit massiven Mauerwerksstützen entlang seiner Mittellinie versehen. Eine Kiesbelag bedeckte die Bodenfläche des Gebäudes und setzte sich nach Süden fort. Es wurde 1998 untersucht und als Lager oder Getreidespeicher (Horreum) interpretiert, das wahrscheinlich von Soldaten während oder kurz nach der Invasionszeit errichtet wurde. Ein weiteres, viel tieferes Fundament aus sechs Steinlagen wurde am nördlichen Ende des Gebäudes freigelegt. Darin fand sich eine Münze des Nero (54-68). Dies war wahrscheinlich die Basis für ein separates Bauwerk, möglicherweise ein weiteres Lagergebäude.
Bei den Ausgrabungen in den 1950er Jahren konnte das Badehaus, bestehend aus vier Räumen, freigelegt werden. Seine Wände bestanden aus Bembridge-Kalkstein und es war wahrscheinlich mit verglasten Fenster ausgestattet. Es wurden auch einige graue und weiße Mosaiksteinchen gefunden. Bei einem Umbau wurden aus den vier zwei Räume gemacht. Die Außenmauern blieben unangetastet, aber offensichtlich verlor das Bad dabei seine ursprüngliche Funktion. Einige Zeit später verfiel das Gebäude. Die Schuttschicht war reich an spätantiken Keramikscherben (4. Jahrhundert) und enthielt auch eine Münze des Constantius II. (337-361). Das Badegebäude wurde wohl zu dieser Zeit zerstört. Anscheinend versuchte man mehrmals es wiederaufzubauen, der erste Versuch datiert auf das Jahr um 370, der letzte auf etwa 390.

### Straßen
Die Straßen waren rasterartig angelegt und mit einem Schotterbelag befestigt. Eine von ihnen wurde 1939 bei einer Ausgrabung aufgedeckt, ihre genaue Position ist heute unbekannt, entweder beim Bitterne House oder auf dem Gelände des öffentlichen Parks. Dabei wurden zwei (wahrscheinlich antike) Straßenbeläge vorgefunden, bestehend aus einer Kiesschicht auf Kalksteinunterlage. Obwohl undatiert, wurde von den Ausgräbern angenommen, dass sie römisch waren. Die Straße scheint von Ost-West ausgerichtet gewesen zu sein. Die Kiesschicht war von Rillen durchschnitten, die ebenfalls von Ost nach West verliefen; vielleicht Radspuren. Ein Abflussgraben enthielt eine Reihe von Fundschichten, die eine mehr oder weniger kontinuierliche Besiedlung vom frühen 1. bis zur Mitte des 2. Jahrhunderts annehmen lassen.

### Wehrmauer

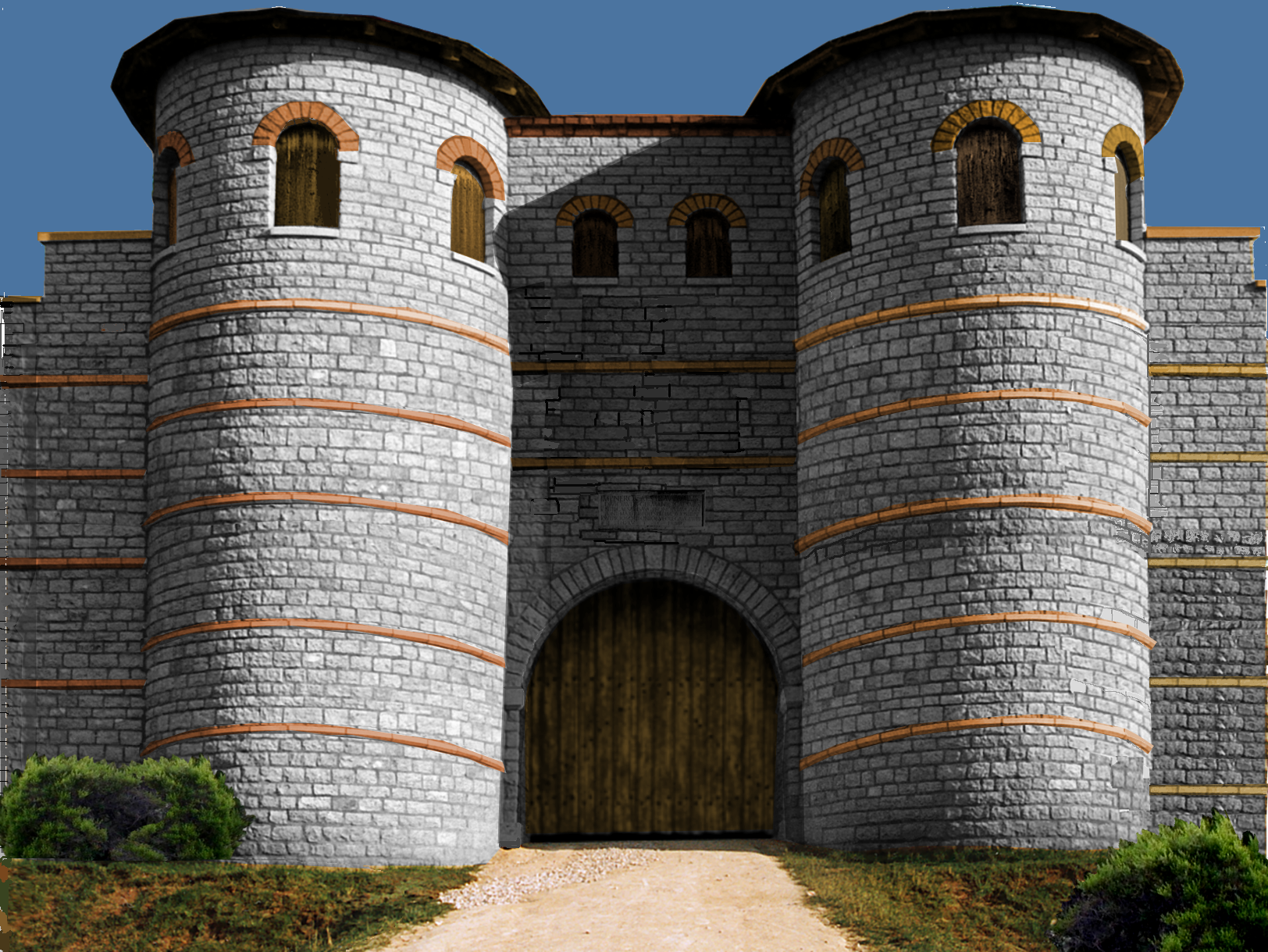
Rekonstruktionsversuch des Osttors des Sachsenküstenkastell Portus Lemanis, so ähnlich könnte auch das Osttor von Clausentum ausgesehen haben

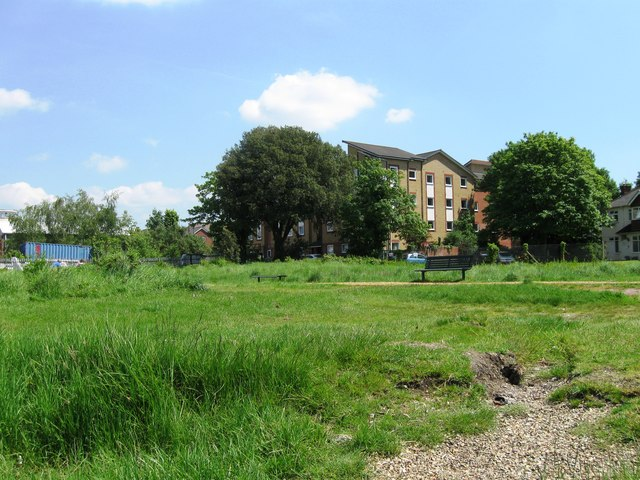
Bitterne Manor Park

Im 2. Jahrhundert wurde die etwa 5,25 ha große Siedlung mit einem 12 m breiten und 4 m hohen Erdwall mit Holzpalisade befestigt, davor wurde ein Graben ausgehoben. Darüber hinaus wurde um 150 im Innenbereich eine 2 ha große Fläche zusätzlich mit einem Wall und Graben abgeriegelt. Der äußere Wall erodierte im Laufe der Zeit wieder, wurde im späten 3. Jahrhundert aber vergrößert bzw. neu befestigt und dann im späten 4. Jahrhundert wieder eingeebnet. Kurz danach wurde an dessen Stelle eine rund 3 m starke – durch einen vorgelagerten Graben und mit Türmen verstärkte – Mauer (mit Wehrgang) aus Kalkstein und einem Kern aus Feuersteinschutt errichtet, die anscheinend auch die gesamte damalige Stadt umschloss. Mauer und Türme waren oberirdisch bis zum 18. Jahrhundert größtenteils verschwunden. Im Jahr 1800 beschrieb und illustrierte Henry Englefield am Abschnitt Bitterne Manor Park Nr. 17 einen großen Erdwall vor der römischen Mauer mit einer weiteren Aufschüttung an ihrer Innenseite. 1804/1805 wurde ein Großteil davon eingeebnet und der Erdwall wird auf nachfolgenden Planskizzen nicht mehr dargestellt. Zwei Ausgrabungskampagnen im Jahr 1951 konzentrierten sich wieder auf die Ostmauer. Nordwestlich des inneren Grabens wurde eine Reihe von Pfostenlöchern vorgefunden, die in Nord-Süd-Richtung verlief. Diese wurden von den Ausgräbern als die der Palisade aus dem Jahr 150 interpretiert. Es ist jedoch viel wahrscheinlicher, dass sie als Piloten für das Fundament der Ostmauer dienten.
Der Datierungsnachweis für die spätantike Mauer ist jedoch ausgesprochen dürftig. Es ruht im Wesentlichen auf einer Grabungsschicht, in der späte New-Forest-Keramik und eine stark korrodierte Münze des Valens (364-378) entdeckt wurden. Letztere lag im untersten Teil dieser Schicht, eine solche Münze könnte sich aber schon mehrere Jahre dort befunden haben, bevor sie vollständig überdeckt wurde, hinzu kommen noch die Jahrhunderte für die Ablagerung des Erdmaterials. Nach Roger Wilson entstand sie noch im 3. Jahrhundert, zwischen 280 und 290, zeitgleich wie das Sachsenküstenkastell Portus Adurni (Portchester). Die Mauer könnte auch aus der Regierungszeit von Theodosius I. (379-394) stammen, möglicherweise aber auch sehr viel später, einige behaupten sogar sie sei in Wahrheit mittelalterlichen Ursprungs, denn in ihrer Struktur konnten keine typisch römischen Baumerkmale festgestellt werden. Die östliche Sektion der römischen Befestigungsanlagen war vielleicht noch bis ins Mittelalter benutzbar, der Rest dürfte zu diesem Zeitpunkt aber schon verfallen gewesen sein, weswegen die Bitterne Manor vom Fluss aus leicht zugänglich und bei einem Angriff nicht mehr zu verteidigen war.

### Toranlage
1770 beschrieb und illustrierte John Speed „...die Überreste eines Steintors...“, das am nördlichen Ende der Ostmauer gestanden hatte. Er nahm an, es sei aus römischer Zeit, im Jahr 1800 erwähnte es Englefield noch einmal, zusammen mit anderen poströmischen Überresten. Es stand wohl etwas nördlich der heutigen Bitterne Road, bis 1805 war es komplett verschwunden. Es ist daher ungewiss, ob es tatsächlich zu einem römischen Kastell oder der Hafenstadt gehörte. Es wäre auch denkbar, dass es ein Teil des mittelalterlichen Komplexes des Bitterne House war. 1999 wurde ein Mauerrest an der Nordseite der Bitterne Road freigelegt, er könnte ein Teil der Torstrukturen gewesen sein. Die Beobachtungen bei den Bodenscans von 2003 (SOU 914) legen nahe, dass einige Überreste unter dem Bürgersteig und wahrscheinlich im angrenzenden Park erhalten geblieben sind.

### Zwischentürme
Zwischen 1804/1805 wurden bei der Einebnung des inneren Grabens die Reste eines runden Steinturms am nördlichen Ende der spätrömischen Ostmauer freigelegt. Es wird angenommen, dass er ebenfalls römischer Provenienz war. Er befand sich vermutlich nahe der Uferlinie des frühen 19. Jahrhunderts. Zumindest ein Teil seiner Überreste wurde bei den damaligen Nivellierungsarbeiten zerstört. Ein weiteres, baugleiches, Exemplar müsste dann auch am südlichen Ende der Mauer, gestanden haben. Er wurde wohl ebenfalls zum Teil bei den Planierungsarbeiten zerstört. Von den Fundamenten ist heute nichts mehr zu sehen. 1804/1805, berichtete Englefield, dass bei Erdarbeiten ein weiterer „...halbkreisförmiger Turm oder Pfeiler...“ freigelegt wurde. Er war etwa 24 m vom schon oben erwähnten Turm (am nördlichen Ende der Mauer) entfernt, also noch nördlich der Bitterne Road. Es gab Ähnlichkeiten bei den baulichen Strukturen, aber die angegebenen Standorte stimmen nicht überein, was darauf hindeutet, dass es sich dabei auch um Baureste unterschiedlicher Zeitperioden handeln könnte. Die Existenz dieser Zwischentürme ist nur aus einer Notiz und Skizze von 1804 bekannt. Keine von ihnen wurden bislang im Zuge von Ausgrabungen nach heutigen Standard aufgedeckt bzw. untersucht. Bei archäologischen Grabungen an der Quayside Road wurde zwischen 1999 und 2002 Substrukturen eines weiteren (mutmaßlich römischen) Zwischenturms entdeckt.

### Gräben
Die Nordmauer Clausentums wurde zusätzlich durch zwei, von NW nach SO verlaufenden Gräben gesichert, die vermutlich bis zu den beiden Flussufern reichten. Der äußere Graben blieb undatiert, der Innere soll aus spätrömischer Zeit stammen. Es fanden sich jedoch keine Beweise für diese Datierung, da durch die neuzeitlichen Planierungen jede zusammenhängende Schichtung zerstört worden war. Die Breite der Berme betrug 10 m und offensichtlich war an der Innenkante des inneren Grabens ein Wall aufgeschüttet worden. Er wurde 1770 von John Speed beschrieben und ist auch auf seinem Befundplan übertragen worden. Der Erdwall ist auch, zusammen mit der Steinmauer, auf Planskizzen aus den Jahren 1798, 1802 und 1804 (zumindest im Abschnitt südlich der heutigen Bitterne Road) abgebildet. Im rechten Winkel zum Graben hin verlief eine Rinne, vielleicht zur Entwässerung. Der äußere Graben wurde ebenfalls von John Speed beschrieben und auf seinem Geländeplan eingetragen. Es war auch noch auf späteren Plänen zu sehen. Mit seiner Verfüllung wurde Mitte des 19. Jahrhunderts begonnen, der größte Teil der Nivellierungsarbeiten fanden aber erst im frühen 20. Jahrhundert statt. Heute sind nur noch wenige Spuren von ihm zu sehen.

## Sachsenküstenkastell

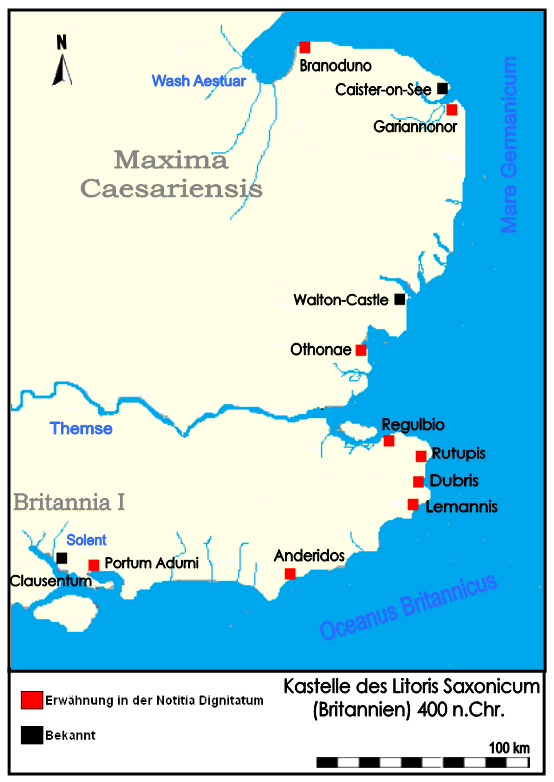
Die Sachsenküstenkastelle um 400 n. Chr.

Die Archäologen Ian Alexander Richmond, Sheppard Frere und Barry Cunliffe waren und sind der Ansicht, dass Clausentum zum Küstenschutz der Sachsenküste zählte. 368 landete der Feldherr Flavius Theodosius im Auftrag Kaiser Valentinians I. (364-375) in Britannien, wo er zunächst den Aufstand des Valentinus, danach die „barbarische Verschwörung“ niederwarf und den Hadrianswall wieder sicherte. In dieser Zeit soll Clausentum entweder die Funktionen oder den Flankenschutz der benachbarten Festung Portus Adurni (Portchester) übernommen haben. Diese Theorie stützt sich auf den Münzumlauf in Portchester, der, im Gegensatz zu den Küstenkastellen in Anderitum (Pevensey) und Rutupiae (Richborough), nach 367 plötzlich abebbt. Die Mauer in Clausentum dürfte etwas später entstanden sein und weist auch die für die Zeit typischen runden Ballistaria-Türme (siehe auch Türme des Kastell Gariannonum) auf. Die Befunde sind dem Baumerkmalen der zeitgleich entstandenen, Kastellen des „Litus saxonicum“ sehr ähnlich, und der Grundriss der spätantiken Hafenstadt wurde ganz klar von der Topografie der Bitterne Manor bestimmt. Es ähnelt in Lage, Größe und Baustil also sehr stark einem spätantiken Kastell und seine Ostmauer wurde nach 367 errichtet. Nach dem aktuellen Wissensstand dürfte sie aus theodosianischer oder subtheodosianischer Zeit stammen. Clausentum scheint jedoch in der Notitia dignitatum (entstanden nach 400) nirgendwo auf, während Portus Adurni dort noch angeführt wird. Dies könnte bedeuten, dass die Besatzung von Clausentum im 5. Jahrhundert nicht unter dem Kommando des Comes der Sachsenküste stand. Portchester könnte (theoretisch) wegen einer Änderung des Meeresspiegels ab dem 3. Jahrhundert unbrauchbar geworden sein. Aber das alles ist kaum mehr als eine Hypothese aus Gelehrtenkreisen. Heute nimmt man dagegen an, dass die Südküste westlich von Pevensey nach 370 weitgehend ohne militärischen Schutz belassen wurde. Die Mauer in Clausentum schützte einen Handelshafen, aber wohl keine Militär- oder Flottenbasis der Sachsenküste.

## Garnison
Die ab dem 4. Jahrhundert in Clausentum stationierte Garnison müsste – im Fall der Zugehörigkeit zum Küstenschutz der Sachsenküste – in die Armee des Comes litoris Saxonici per Britanniam eingereiht worden sein. Genauso gut könnte aber auch nur eine Wachtruppe (vigiles) die Sicherheit der Stadtbewohner gewährleistet haben. Um welche Einheiten es sich dabei handelte, oder ob in Clausentum auch Mannschaften und Schiffe der Classis Britannica lagen, ist mangels diesbezüglicher Funde und Schriftquellen nicht zu verifizieren.

## Wirtschaft
Clausentum unterhielt Handelsbeziehungen mit zahlreichen Provinzen des Römischen Reichs, importiert wurden Wein, Töpferwaren, Mühlsteine, Glas- und Metallwaren. Ähnliche Funde wurden auch an anderer Stelle in Southampton gemacht. In der Stadt hatte neben dem Fernhandel auch das Handwerk große Bedeutung. Es wurden dort Waren wie Nadeln und Kämme aus Tierknochen hergestellt. Weiters konnten die Werkstätten von Schmieden, Bronzeschmieden, Zimmerleuten, Ziegelmachern, Gerbern und Töpfern nachgewiesen werden. Die im New Forest ansässigen Töpferwerkstätten vertrieben ihre Erzeugnisse in ganz Südbritannien. Offensichtlich wurden auch große Mengen an Schafwolle zu Garn verarbeitet, vermutlich das wichtigste Exportgut der Stadt.

## Gräberfelder
Auf Bitterne Manor liegen auch Hinweise für eine vorrömische Siedlung vor, darunter ein Gräberfeld aus der Bronzezeit. Der größte Teil des heutigen Parkgeländes, abgesehen von seinem neu aufgeschütteten Areal im nördlichen Teil, birgt die Reste der römischen Stadt, der südliche Teil wurde in angelsächsischer Zeit als Gräberfeld genutzt. Östlich der römischen Verteidigungsanlagen konnte ein Brandgräberfeld gleicher Zeitstellung entdeckt werden. Auch südlich des Bitterne Manor House und auf dem Parkgelände entlang der Bitterne Road wurden zahlreiche Körperbestattungen vorgefunden. Die Radiokarbondaten deuten auf ein sächsisches Gräberfeld hin, das zwischen dem 5. und 8. Jahrhundert n. Chr. belegt wurde. Es scheint noch innerhalb des vom römischen Innengraben umschlossenen Gebiets zu liegen, obwohl auch einige sächsische Körperbestattungen zwischen Innen- und Außengraben gefunden wurden.